# Batina
Batina (în maghiară Kiskőszeg) este o localitate situată în partea de vest a Croației, în cantonul Osijek-Baranja, pe malul drept al Dunării. Aparține administrativ de comuna Draž. La recensământul din 2011 avea o populație de 962 locuitori. Principala activitate economică a așezării o reprezintă agricultura. În 1974 a fost dat în folosință un pod peste Dunăre, care actualmente este punct de trecere a frontierei cu Serbia. Pe dealul Gradac din apropiere s-au descoperit vestigiile unei așezări cu mai multe straturi de locuire, începând cu Epoca Bronzului.